# Cliff Sear
Cliff Sear, diminutivo di Reginald Clifford Sear (Rhostyllen, 22 settembre 1936 – Chester, 8 luglio 2000) è stato un allenatore di calcio e calciatore gallese, di ruolo difensore.

## Carriera

### Giocatore

#### Club
Dopo aver giocato con i semiprofessionisti gallesi dell'Oswestry Town Sears nel 1957, all'età di 21 anni, viene tesserato dal Manchester City, club della prima divisione inglese; nei mesi finali della stagione 1956-1957 gioca con i Citizens una partita nella First Division 1956-1957, facendo così il suo esordio tra i professionisti, mentre l'anno seguente scende in campo in 29 partite di campionato. Continua a giocare da titolare nel City in prima divisione fino al termine della stagione 1962-1963, per un totale di 187 presenze in questa categoria, totalizzando poi ulteriori 61 presenze ed un gol in seconda divisione tra il 1963 ed il 1966, contribuendo tra l'altro alla vittoria della Second Division 1965-1966. Infine, tra il 1966 ed il 1968 è in rosa in prima divisione al Manchester City (che nella stagione 1967-1968 vince il campionato) ma senza mai scendere in campo in incontri di campionato in ciascuna di queste due stagioni. Gioca poi per altri due anni con il Chester City, con cui totalizza complessivamente 49 presenze ed un gol in quarta divisione.
In carriera ha totalizzato complessivamente 297 presenze e 2 gol nei campionati della Football League.

#### Nazionale
Nel 1962 ha giocato la sua unica partita in carriera con la nazionale gallese.

### Allenatore
Dal 1970 al 1987 ha allenato nelle giovanili del Chester City, con due parentesi (la seconda delle quali ad interim) alla guida della prima squadra, rispettivamente tra il marzo ed il novembre del 1982 e nel gennaio del 1984. Successivamente dal 1987 al 1996 ha allenato nelle giovanili dei gallesi del Wrexham.

## Palmarès

### Giocatore

#### Competizioni nazionali
- Campionato inglese di seconda divisione: 1

Manchester City: 1965-1966